# Campionati del mondo di atletica leggera indoor 2003
I Campionati del mondo di atletica leggera indoor 2003 (9ª edizione) si sono svolti alla National Indoor Arena di Birmingham, nel Regno Unito, dal 14 al 16 marzo.

## Medagliati

### Uomini
| Specialità | Oro                                                                                     | Prestazione | Argento                                                                                     | Prestazione | Bronzo | Prestazione |
| Corse piane |                                                                                         |             |                                                                                             |             | |             |
| 60 m | Justin Gatlin                                                                           | 6"46        | Kim Collins                                                                                 | 6"53        | Jason Gardener | 6"55        |
| 200 m | Marlon Devonish                                                                         | 20"62       | Joseph Batangdon                                                                            | 20"76       | Dominic Demeritte                                                                                                   | 20"92       |
| 400 m | Tyree Washington                                                                        | 45"34       | Daniel Caines                                                                               | 45"43       | Paul McKee Jamie Baulch                                                                                             | 45"99       |
| 800 m | David Krummenacker                                                                      | 1'45"69     | Wilson Kipketer                                                                             | 1'45"87     | Wilfred Bungei | 1'46"54     |
| 1.500 m | Driss Maazouzi                                                                          | 3'42"59     | Bernard Lagat                                                                               | 3'42"62     | Abdelkader Hachlaf                                                                                                  | 3'42"71     |
| 3.000 m | Haile Gebrselassie                                                                      | 7'40"97     | Alberto García                                                                              | 7'42"08     | Luke Kipkosgei | 7'42"56     |
| Corse a ostacoli |                                                                                         |             |                                                                                             |             | |             |
| 60 hs | Allen Johnson                                                                           | 7"47        | Anier García                                                                                | 7"49        | Liu Xiang | 7"52        |
| Salti |                                                                                         |             |                                                                                             |             | |             |
| Salto in alto | Stefan Holm                                                                             | 2,35 m      | Jaroslav Rybakov                                                                            | 2,33 m      | Hennazdy Maroz | 2,30 m      |
| Salto con l'asta | Tim Lobinger                                                                            | 5,80 m      | Michael Stolle                                                                              | 5,75 m      | Rens Blom | 5,75 m      |
| Salto in lungo | Dwight Phillips                                                                         | 8,29 m      | Yago Lamela                                                                                 | 8,28 m      | Miguel Pate | 8,21 m      |
| Salto triplo | Christian Olsson                                                                        | 17,70 m     | Walter Davis                                                                                | 17,35 m     | Yoelbi Quesada | 17,27 m     |
| Lanci |                                                                                         |             |                                                                                             |             | |             |
| Getto del peso | Manuel Martínez                                                                         | 21,24 m     | John Godina                                                                                 | 21,23 m     | Jurij Bilonoh | 21,13 m     |
| Prove multiple |                                                                                         |             |                                                                                             |             | |             |
| Eptathlon | Tom Pappas                                                                              | 6.361 p.    | Lev Lobodin                                                                                 | 6.297 p.    | Roman Šebrle | 6.196 p.    |
| Staffette |                                                                                         |             |                                                                                             |             | |             |
| Staffetta 4×400 m | Giamaica Leroy Colquhoun Danny McFarlane Michael Blackwood Davian Clarke Kemel Thompson | 3'04"21     | Regno Unito Jamie Baulch Timothy Benjamin Cori Henry Daniel Caines Mark Hylton Jared Deacon | 3'06"12     | Polonia Rafał Wieruszewski Grzegorz Zajączkowski Marcin Marciniszyn Marek Plawgo Artur Gąsiewski Piotr Rysiukiewicz | 3'06"61     |
| record mondiale; record mondiale stagionale; record africano; record asiatico; record europeo; record nord-centroamericano e caraibico; record sudamericano; record oceaniano; record dei campionati; record nazionale; record personale; record personale stagionale. |                                                                                         |             |                                                                                             |             | |             |

### Donne
| Specialità | Oro                                                                      | Prestazione | Argento                                                              | Prestazione | Bronzo                                                             | Prestazione |
| Corse piane |                                                                          |             |                                                                      |             |                                                                    |             |
| 60 m | Angela Williams                                                          | 7"16        | Torri Edwards                                                        | 7"17        | Merlene Ottey                                                      | 7"20        |
| 200 m | Muriel Hurtis                                                            | 22"54       | Anastasija Kapačinskaja                                              | 22"80       | Juliet Campbell                                                    | 22"81       |
| 400 m | Natal'ja Nazarova                                                        | 50"83       | Christine Amertil                                                    | 51"11       | Grit Breuer                                                        | 51"13       |
| 800 m | Maria Mutola                                                             | 1'58"94     | Stephanie Graf                                                       | 1'59"39     | Mayte Martínez                                                     | 1'59"53     |
| 1.500 m | Regina Jacobs                                                            | 4'01"67     | Kelly Holmes                                                         | 4'02"66     | Yekaterina Rozenberg                                               | 4'02"80     |
| 3.000 m | Berhane Adere                                                            | 8'40"25     | Marta Domínguez                                                      | 8'42"17     | Meseret Defar                                                      | 8'42"58     |
| Corse a ostacoli |                                                                          |             |                                                                      |             |                                                                    |             |
| 60 hs | Gail Devers                                                              | 7"81        | Glory Alozie                                                         | 7"90        | Melissa Morrison                                                   | 7"92        |
| Salti |                                                                          |             |                                                                      |             |                                                                    |             |
| Salto in alto (dettagli) | Kajsa Bergqvist                                                          | 2,01 m      | Elena Elesina                                                        | 1,99 m      | Anna Čičerova                                                      | 1,99 m      |
| Salto con l'asta | Svetlana Feofanova                                                       | 4,80 m      | Elena Isinbaeva                                                      | 4,60 m      | Monika Pyrek                                                       | 4,45 m      |
| Salto in lungo | Tat'jana Kotova                                                          | 6,84 m      | Inesa Kravec'                                                        | 6,72 m      | Maurren Maggi                                                      | 6,70 m      |
| Salto triplo | Ashia Hansen                                                             | 15,01 m     | Françoise Mbango Etone                                               | 14,88 m     | Kéné Ndoye                                                         | 14,72 m     |
| Lanci |                                                                          |             |                                                                      |             |                                                                    |             |
| Getto del peso | Irina Koržanenko                                                         | 20,55 m     | Nadzeja Astapčuk                                                     | 20,31 m     | Astrid Kumbernuss                                                  | 19,86 m     |
| Prove multiple |                                                                          |             |                                                                      |             |                                                                    |             |
| Pentathlon | Carolina Klüft                                                           | 4.933 p.    | Natallja Sazanovič                                                   | 4.715 p.    | Marie Collonvillé                                                  | 4.644 p.    |
| Staffette |                                                                          |             |                                                                      |             |                                                                    |             |
| Staffetta 4×400 m | Russia Natal'ja Antjuch Julija Pečënkina Olesja Zykina Natal'ja Nazarova | 3'28"45     | Giamaica Ronetta Smith Catherine Scott Sheryl Morgan Sandie Richards | 3'31"23     | Stati Uniti Monique Hennagan Meghan Addy Brenda Taylor Mary Danner | 3'31"69     |
| record mondiale; record mondiale stagionale; record africano; record asiatico; record europeo; record nord-centroamericano e caraibico; record sudamericano; record oceaniano; record dei campionati; record nazionale; record personale; record personale stagionale. |                                                                          |             |                                                                      |             |                                                                    |             |

## Medagliere
| Posizione | Paese               | Oro | Argento | Bronzo | Totale |
| --------- | ------------------- | --- | ------- | ------ | ------ |
| 1         | Stati Uniti         | 9   | 3       | 3      | 15     |
| 2         | Russia              | 5   | 5       | 2      | 12     |
| 3         | Svezia              | 4   | 0       | 0      | 4      |
| 4         | Regno Unito         | 2   | 3       | 2      | 7      |
| 5         | Etiopia             | 2   | 0       | 1      | 3      |
| 5         | Francia             | 2   | 0       | 1      | 3      |
| 7         | Spagna              | 1   | 4       | 1      | 6      |
| 8         | Germania            | 1   | 1       | 2      | 4      |
| 9         | Giamaica            | 1   | 1       | 1      | 3      |
| 10        | Mozambico           | 1   | 0       | 0      | 1      |
| 11        | Bielorussia         | 0   | 2       | 1      | 3      |
| 12        | Camerun             | 0   | 2       | 0      | 2      |
| 13        | Kenya               | 0   | 1       | 2      | 3      |
| 14        | Bahamas             | 0   | 1       | 1      | 2      |
| 14        | Cuba                | 0   | 1       | 1      | 2      |
| 14        | Ucraina             | 0   | 1       | 1      | 2      |
| 17        | Austria             | 0   | 1       | 0      | 1      |
| 17        | Danimarca           | 0   | 1       | 0      | 1      |
| 17        | Saint Kitts e Nevis | 0   | 1       | 0      | 1      |
| 20        | Polonia             | 0   | 0       | 2      | 2      |
| 21        | Brasile             | 0   | 0       | 1      | 1      |
| 21        | Cina                | 0   | 0       | 1      | 1      |
| 21        | Irlanda             | 0   | 0       | 1      | 1      |
| 21        | Marocco             | 0   | 0       | 1      | 1      |
| 21        | Paesi Bassi         | 0   | 0       | 1      | 1      |
| 21        | Rep. Ceca           | 0   | 0       | 1      | 1      |
| 21        | Senegal             | 0   | 0       | 1      | 1      |
| 21        | Slovenia            | 0   | 0       | 1      | 1      |
| Totale    | Totale              | 28  | 28      | 29     | 85     |